# 호인

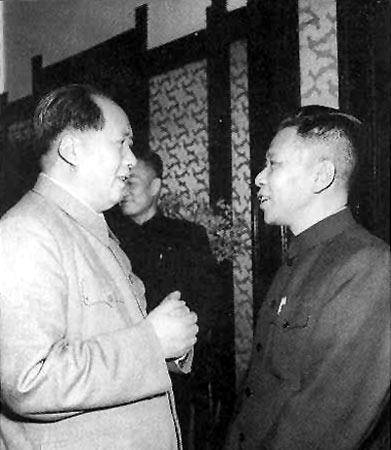
호인(오른쪽)

호인(何賢, 1908년 12월 1일 ~ 1983년 12월 6일)은 사업가, 정치가, 마카오에 있는 중국인 공동체의 지도자였다. 마카오에서 북쪽으로 100km 떨어진 판위에서 태어난 그는 포르투갈 제2공화국과 중화인민공화국 사이의 중요한 외교 중재자로 12.3 사건 관련자였다.
그의 아들 이드문드 호는 초대 마카오 행정장관이 됐다.

## 사업 경력

### 중국과 홍콩에서
광저우시 판위구에서 태어나 호인의 부친 호청카이(Ho Cheng-kai)는 판위에서 소규모 사업을 운영했다. 호인이 13세였을 때 광저우에서 도제가 됐다. 16세에 주강 삼각주의 전통적인 중심지인 불산시 순더구로 가서 가게 직원이 됐다. 1930년 광저우에 상점을 열어 환전 사업에 투자할 것을 결정하지만 1938년 일본군이 공격했을 때 홍콩으로 떠나야 사업을 이어나갔다. 이복형제 호틴은 홍콩에서 이미 사업을 하고 있었고 이후 항셍 은행 고위직이 됐다.

### 마카오에서
1941년 일본군이 홍콩을 점령했고 호인은 제2차 세계 대전 동안 중립이었던 마카오로 피신을 했다. 도착 직후 호인은 마카오와 홍콩 출신의 다른 사업가들과 같이 환전 사업을 시작했다.
호인은 제2차 세계 대전 시기에 부유하고 유명해졌는데 그때 그는 통화 거래 및 수익성 있는 금 거래 사업, 파타카 가치 안정에 기여, 파타카를 발행에 책임을 지는 대서양은행에 대한 재정 문제 조언 등에 관여했다. 당시 마카오에서의 금 거래는 마카오와 홍콩 출신의 소수 사업가에 의해 통제됐다.
제2차 세계 대전 이후 포르투갈이 브레튼우즈 체제의 구성원이 아니었기 때문에 마카오에서 금 거래는 가장 중요한 경제활동 중 하나가 됐다. 브레튼우즈 체제는 고정환율제와 제한적인 국제 금 거래를 포함한다. 또한 사적 용도를 위한 금 수출을 금지하고 있다.
이러한 이유로 인해 홍콩에서는 이처럼 금 수입이 제한적이었기 때문에 마카오는 비공식적인 국제 금 거래(혹은 밀수) 중심지 중 하나가 됐다.
당시에 호인은 마카오에서, 특히 중국인 공동체에서 더 큰 명성을 얻었다. 1950년부터 1983년까지 호인은 마카오중화총상회 회장직을 유지했다. 호인은 또한 삼합회 구성원이 아니었는데도 삼합회 지도자들에 대해 잘 알았고 이를 통해 마카오에서 다양한 삼합회 사이에서 갈등을 해결했다.

## 정치 경력
호인은 마카오에서 정치적으로 가장 중요한 인물들 중 하나가 되기도 했다. 포르투갈이 중화민국만을 인정했기 때문에 호인은 포르투갈과 중화인민공화국 간에 중요한 외교적 중재자가 됐다.
호인은 중화인민공화국 국무원과 긴밀한 관계를 맺었고 베이징에 자주 방문하며 마오쩌둥, 저우언라이 등과 같은 주요 중화인민공화국 고위 관리들과 마카오 사안들에 대한 관점을 공유했다. 호인은 1956년 중국인민정치협상회의에서 특수위원이 됐다. 호인은 이러한 과정에서 포르투갈과 중공 사이의 의견 충돌 해결에 기여했는데 가장 대표적인 사례로 12.3 사건이 있다.